# Sexy Zone Anniversary Tour 2021 SZ10TH
『Sexy Zone Anniversary Tour 2021 SZ10TH』（セクシー ゾーン アニバーサリー ツアー 2021 エスズィーテンス）は、Sexy Zoneの15枚目のライブビデオ。2022年1月26日にユニバーサルミュージックから発売。

## 概要
ベスト・アルバム『SZ10TH』を引っ提げ、2021年3月から7月に8都市で2年ぶりに有観客で開催された10周年記念ツアーの映像化作品であり、本作のリリースはCDデビュー10周年となる2021年11月16日に発表された。
なお、メンバーのマリウス葉は芸能活動休止中のため参加していない。
初回限定盤 (Blu-ray Disc 2枚組)、初回限定盤 (DVD 2枚組) と通常盤 (Blu-ray Disc 2枚組) 、通常盤 (DVD 2枚組) の4形態でリリース。また、通常盤はステッカーシートおよびオリジナルトレーディングカードを同梱される初回プレス仕様がある。
2021年12月3日には、今回のツアーで象徴的に使われたSとZを強調したデザインの初回限定盤、会場全景の写真が使用された通常盤のジャケット写真がそれぞれ公開され、12月4日から1月22日までの毎週土曜日正午には、Top J RecordsのYouTubeチャンネルで収録映像のうち8曲分のパフォーマンス映像が見られるティザー映像が順次アップされた。また、2022年1月20日からはグループ初の試みとして、メンバー自身がツアーの衣装や楽曲、こだわったところなどを完成した映像を観ながら振り返るビジュアルコメンタリー『SZ10TH解説してみた。』が、Top J Records YouTubeチャンネルで発売日までの6日間連続配信された。

## 特典・仕様
※予約先着購入特典として、「Sexy Zone Anniversary Tour 2021 SZ10TH」オリジナルクリアファイル（A4サイズ）が共通して付属する。
初回限定盤
- SZ スペシャルBOX仕様
- スペシャルフォトブック（60P）
- PEACH for...ステッカーシート
- オリジナルトレーディングカード

通常盤（初回プレス）
- PEACH for...ステッカーシート
- オリジナルトレーディングカード

## 収録内容

### Disc.1
内容はDVD·Blu-ray共通。約128分収録。
1. CLAPゲーム
2. Overture
3. LET’S MUSIC
4. Celebration!
5. ROCK THA TOWN
6. NOT FOUND
7. 振り返りメドレー 
  - 極東 DANCE
  - 麒麟の子
  - 恋がはじまるよーー!!!
  - チクチクハート〜beating beating〜
  - Unreality
  - キャラメルドリーム
  - カラフル Eyes
  - Hey you !
  - ぶつかっちゃうよ
  - 君と… Milky way
8. Slow Jam
9. タイムトラベル
10. 恋愛 シミュレーション ゲーム 2021 ver
11. PEACH !
12. MC
13. Why?
14. My Life
15. CANDY 〜 Can U be my BABY〜
16. Mermaid
17. RIGHT NEXT TO YOU
18. So Sick
19. 名脇役
20. all this time
21. シングルメドレー
  - Cha-Cha-Cha チャンピオン
  - 男 never give up
  - King & Queen & Joker
  - バィバィ Duバィ〜 See you again〜
  - Sexy Summerに雪が降る
  - Lady ダイヤモンド
  - Sexy Zone
22. RUN
23. Change the world
24. Twilight Sunset

### Disc.2
内容はDVD·Blu-ray共通。

#### 初回限定盤
約140分収録。
1. メンバーソロアングル[1]
  - LET’S MUSIC
  - 振り返りメドレー
    - 極東 DANCE
    - 麒麟の子
    - 恋がはじまるよーー!!!
    - チクチクハート〜beating beating〜
    - Unreality
    - RIGHT NEXT TO YOU
    - Change the world
2. 恋愛シミュレーションゲーム 2021 ver スペシャルセレクション[1]
  - プレイヤー 佐藤勝利 編
  - プレイヤー 中島健人 編
  - プレイヤー 菊池風磨 編
  - プレイヤー 松島聡 編
  - ラストゲーム 編

#### 通常盤
約89分収録。
- Document Movie of Sexy Zone Anniversary Tour 2021 SZ10TH

## チャート成績
初週DVDが3.2万枚、Blu-rayが6.2万枚を売り上げ、「オリコン週間DVDランキング」「オリコン週間BDランキング」「週間ミュージックDVD・BDランキング」の3部門全てで初登場1位を獲得した。なお、「週間ミュージックDVD・BDランキング」の9.5万枚は、前作『Sexy Zone POP×STEP!? TOUR 2020』の初週9.3万枚を上回り、自己最高初週売上を記録している。